# Републичка дирекција за робне резерве
Републичка дирекција за робне резерве је посебна организација управе и има својство правног лица. Закон о министарствима и Закон o робним резервама дају основе за рад Републичка дирекција за робне резерве.
Дирекција може имати посебне организационе јединице изван свог седишта.

## Надлежности Републичке дирекције за робне резерве
Републичка дирекција за робне резерве, сходно Закону о министарствима, обавља стручне послове и послове државне управе који се односе на:
- организацију система робних резерви
- образовање, смештај, чување и обнављање робних резерви
- утврђивање обима, структуре и квалитета биланса робних резерви
- управљање токовима количина с циљем одржавања резерви на нивоу неопходног минимума
- изградња складишних капацитета за потребе републичких робних резерви
- материјално-финансијско и евиденционо пословање робним резервама
- као и друге послове одређене законима

Надзор над радом Републичке дирекције за робне резерве врши Министарство унутрашње и спољне трговине, а Министарство пољопривреде, шумарства и водопривреде – у делу пословања Дирекције са основним пољопривредно-прехрамбеним производима.
Дирекција је дужна да предузме потребне мере ради благовременог спречавања настанка материјалне штете на роби која чини робне резерве, укључујући и мере за њихову продају, односно поновну куповину.
Годишњи програм робних резерви и финансијски план за његово спровођење усваја Влада Републике Србије, на предлог Републичке дирекција за робне резерве. Републичка дирекција за робне резерве подноси Влади годишњи извештај о пословању робних резерви. Пословање робним резервама, и то образовање, обнављање, размештај и финансирање робних резерви, обавља Републичка дирекција за робне резервена основу годишњег програма робних резерви. У пословању робним резервама Републичка дирекција за робне резерве закључује правне послове, а нарочито уговоре о:
- набавци, смештају, чувању и обнављању робних резерви у циљу постизања снабдевености и стабилности на тржишту
- давању на зајам роба из робних резерви ради обнављања
- технолошким процесима над робом у власништву Републичке дирекције за робне резерве
- донацијама
- закупу опреме
- другим пословима из делокруга свог рада

Републичка дирекција за робне резерве је дужна да за потребе Министарства одбране и Војске Србије изврши набавку потребних добара из средстава која ће за те намене определити Министарства одбране на одговарајућој апропријацији и да иста добра складишти, чува и обнавља. Mинистарство одбране може на основу указане потребе по хитном поступку преузети добра набављена нa овај начин закључењем уговора.

## Чување робних резерви
Републичка дирекција за робне резерве складишти робне резерве у сопственим складиштима, јавним складиштима, код привредних субјеката, произвођача и других лица, односно када се ради о лековима и медицинским средствима код правних лица којима је издата дозвола за промет лекова и медицинских средстава на велико са којима се закључује уговор о чувању, складиштењу и обнављању робних резерви.

## Складишта робне резерве
Одлуку о изградњи, располагању, прибављању складишног простора за смештај и чување робних резерви доноси Влада, на предлог Републичке дирекције за робне резерве.
Одлуку о коришћењу, односно давању у закуп и отказу уговора о закупу складишног простора за смештај и чување робних резерви, доноси Републичка дирекција за робне резерве, док одлуку о стављању хипотеке на непокретностима које користи за обављање своје делатности доноси Влада на предлог Републичке дирекције за робне резерве.
Опрема и непокретности које користи Републичка дирекција за робне резерве, а које нису у потпуности искоришћене за складиштење робних резерви, могу се дати у закуп на одређено време. Давање у закуп се врши путем јавног огласа, односно јавног надметања, даваоцу најповољније понуде, али постоји могућност да се дају у закуп без плаћања надокнаде уз услов њиховог текућег и инвестиционог одржавања. Влада ближе прописује услове издавања у закуп непокретности и опреме.
Складиштар или друго лице коме је роба из робних резерви, складиште или опрема поверена на чување, дужан је да на захтев овлашћеног представника Републичке дирекције за робне резерве омогући квантитативну и квалитативну контролу робе или средстава, стави на увид исправе и сву потребну документацију која се односи на ускладиштене робне резерве, као и и да омогући изузимање и премештај робе.
У случају ванредне ситуације, ванредног или ратног стања, Републичка дирекција за робне резерве наставља са пословањем, на начин и под условима које одреди Влада.